# Bèlitsa (Bulgària)
|  | Per a altres significats, vegeu «Belitsa». |

El municipi de Bèlitsa (búlgar: Община Белица) és un municipi búlgar pertanyent a la província de Blagòevgrad, amb capital a la ciutat homònima. Es troba al sud-oest del país, a la part nord-est de la província. El municipi té 11 poblacions més a part de la capital, i hi trobem l'estació d'esquí de Semkovo.
L'any 2011 tenia 9.927 habitants, el 60,21 búlgars i un 29,97% gitanos. Gairebé el 40% dels habitants del municipi viuen a la capital municipal, Blagòevgrad.

## Localitats
El municipi es compon de les següents localitats:
| Localitat     | Ciríl·lic    | Superfície (km²) | Població (desembre de 2009) |
| ------------- | ------------ | ---------------- | --------------------------- |
| Bèlitsa       | Белица       | 72.923           | 3 278                       |
| Babiak        | Бабяк        | 16.662           | 781                         |
| Txereixovo    | Черешово     | 9,335            | 270                         |
| Dagònovo      | Дагоново     | 15,802           | 724                         |
| Gorno Kraixte | Горно Краище | 6,159            | 1,167                       |
| Gàlabovo      | Гълъбово     | 4,471            | 80                          |
| Kraixte       | Краище       | 10,523           | 2,375                       |
| Kuziovo       | Кузьово      | 14,548           | 272                         |
| Liutovo       | Лютово       | 5,477            | 242                         |
| Ortsevo       | Орцево       | 15,146           | 213                         |
| Palatik       | Палатик      | 22,313           | 251                         |
| Zlatarits     | Златарица    | 34,021           | 133                         |
| Total         | Total        | 227,38           | 9.786                       |